# Psectrocladius tusimoquereus
Psectrocladius tusimoquereus är en tvåvingeart som beskrevs av Sasa och Suzuki 1999. Psectrocladius tusimoquereus ingår i släktet Psectrocladius och familjen fjädermyggor. Inga underarter finns listade i Catalogue of Life.